# Woffenheim
Woffenheim était un village d'Alsace, situé entre Sainte-Croix-en-Plaine et Logelheim, dans le département actuel du Haut-Rhin. Au XVe siècle, le site ayant été déserté par ses habitants, son finage est rattaché à Sainte-Croix-en-Plaine.

## Toponyme
Anciennement connu sous le nom de Wafenheim

## Historique
Lorsque fut fondé le chapitre de chanoinesses de Woffenheim en 1006, le village était rattaché au comté d'Eguisheim. En 1049, Bruno d'Eguisheim, le plus jeune fils du fondateur, devenu pape sous le nom de Léon IX, consacre l'église et le cimetière en l'honneur de la Sainte Croix et place l'abbaye directement sous son autorité, le village de Woffenheim restant pour sa part sous l'autorité de Hugues VI d'Eguisheim,
À la mort d'Ulrich d'Eguisheim en 1143, le comté est démantelé, si bien qu'au XIIIe siècle, la population de Woffenheim dépendait de deux seigneurs, chacun ayant sa cour : le comte de Habsbourg et le comte de Ferrette.  Le comte de Ferrette était le patron de l'église locale : à ce titre, selon la coutume locale, il nommait le curé, devait assurer la réparation du toit du chœur, la toiture de la nef étant à la charge des habitants et embaucher des avoués qui rendaient la justice en son nom pour une partie de la population et poursuivait les coupables. Ceux des habitants de Woffenheim qui dépendaient de cette cour demandèrent au curé de mettre par écrit en latin le clausier (coutumier) du village en 1296. Le document visible aux archives de Bâle est le plus ancien clausier alsacien que l'on ait conservé. Les sujets du comte de Ferrette, quoi que serfs, ne lui versaient pas de taxes pour cultiver leurs terres. Ils étaient en revanche soumis au droit de meilleur catel et de formariage.  
Au XVe siècle, le village est détruit par les Armagnacs.

## Postérité
Une chapelle sous l'invocation de Saint-Barthélemy avec un clocher  et un ermitage ont subsisté jusqu'à la Révolution, ils ont aujourd'hui disparu. 

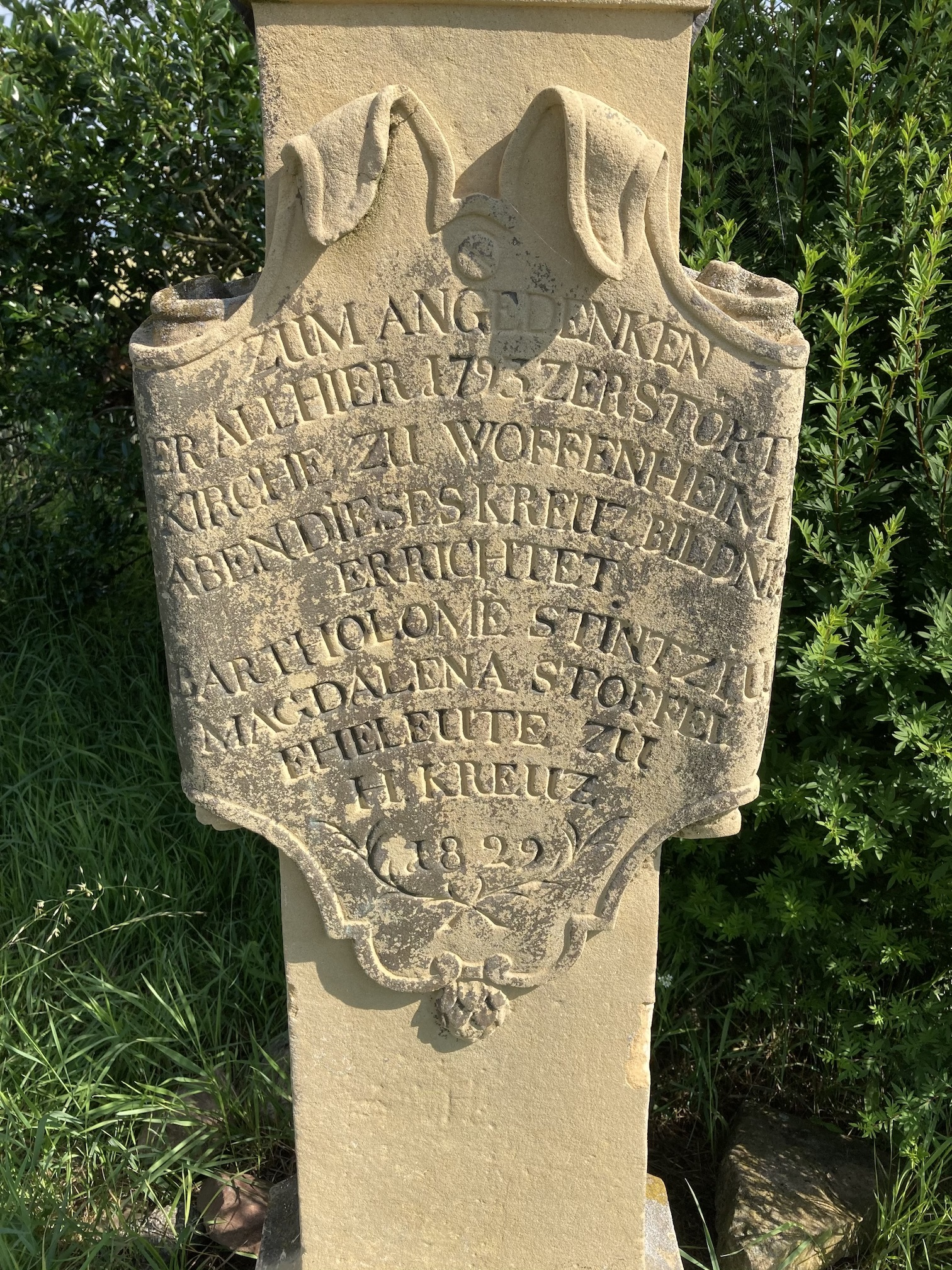
Inscription sur la croix.

Une croix érigée en 1829 en marque encore l'emplacement le long du chemin Woffenheimerweg, au nord-est de Sainte-Croix-en-Plaine non loin de l'Ill.
En 1994, une exploitation céréalière de Sainte-Croix en plaine est fondée sous le nom de EARL Ferme Woffenheim.

## Articles liés
- Sainte-croix-en-plaine

## Sources et références
- Philippe André Grandidier, Œuvres Historiques Inédites, tome 2.

1. 1 2 3  Boehler Jean-Michel, Lerch Dominique et Vogt Jean, Histoire de l'Alsace rurale, Paris / Strasbourg, ISTRA, coll. « Grandes publications », 1983 (ISBN 978-2-219-00361-4, lire en ligne).
2. 1 2 3 4  Acpasso (alsace culture et patrimoine) 67560 Rosheim, « Villages disparus » (consulté le 26 août 2022).
3. 1 2  « EGUISHEIM comtes d’ », sur Fédération des Sociétés d'Histoire et d'Archéologie d'Alsace (consulté le 27 août 2022).
4. ↑  « EARL Ferme Woffenheim (Sainte-Croix-en-Plaine) Chiffre d'affaires, résultat, bilans sur SOCIETE.COM - 394281125 », sur www.societe.com (consulté le 26 août 2022).